# Lochovice (nádraží)
Lochovice je železniční stanice v jihozápadní části obce Lochovice v okrese Beroun ve Středočeském kraji nedaleko řeky Litavky. Leží na neelektrizovaných železničních jednokolejných tratích Zadní Třebaň–Lochovice a Zdice–Protivín.

## Historie
Stanice byla vybudována jakožto součást projektu společnosti Rakovnicko-protivínská dráha (RPD) spojující Protivín (napojení na Dráhu císaře Františka Josefa z České Budějovice do Plzně, trať 190) a Písek s železnicí do Prahy, na kterou se dráha napojuje ve Zdicích. Stanice vznikla podle typizovaného stavebního návrhu. 20. prosince 1875 byl s místním nádražím uveden do provozu celý nový úsek trasy z Protivína do Zdic, kterýmžto směrem roku 1876 pokračovala přes Beroun a Nižbor do Rakovníka.
Dne 30. srpna 1901 pak projekt společnosti Místní dráha Zadní Třebaň-Lochovice spojil Lochovice s Zadní Třebaní ležící na pražské trati u Berounky. Rakovnicko-Protivínská dráha byla roku 1918 začleněna do sítě ČSD. K 1. lednu 1925 pak byla zestátněna trať do Zadní Třebaně.

## Popis
Nacházejí se zde tři jednostranná úrovňová nástupiště, k příchodu k vlakům slouží přechody přes koleje.